# عيون التواريخ
عيون التواريخ هو كتاب تاريخي موسوعي كبير، ألّفه المؤرخ الدمشقي محمد بن شاكر الكتبي (686هـ - 764هـ)، وهو من أوسع كتب التاريخ التي أُلّفت في العصر المملوكي، وقد بلغ عدد أجزائه - حسب ما ذكره المؤلف - ثمانين جزءًا، لكن معظمها لم يصل إلينا، ولم يُطبع الكتاب كاملًا حتى اليوم.

## محتوى الكتاب
يُغطي كتاب عيون التواريخ التاريخ الإسلامي منذ ظهور الإسلام حتى عصر المؤلف، مع تركيز خاص على الأحداث السياسية والاجتماعية في بلاد الشام ومصر خلال حكم الدولة المملوكية. يتميز الكتاب بأسلوبه السردي وتوثيقه للتفاصيل اليومية للأحداث.
وقد ذكر ابن شاكر الكتبي أنه أفرد لكل خليفة أو سلطان أو أمير جزءًا خاصًا، كما خصص بعض الأجزاء للعلماء والأدباء.

## أهمية الكتاب
رغم أن أجزاءً كبيرة من عيون التواريخ لم تصل إلينا، إلا أن الكتاب يُعد من أضخم مشاريع التأريخ في العصر المملوكي، ويمثل مرآة صادقة للحياة السياسية والعلمية في دمشق والقاهرة آنذاك. وقد استفاد منه مؤرخون لاحقون، مثل ابن تغري بردي والمقريزي، في مؤلفاتهم التاريخية.

## حال الكتاب اليوم
لم يُطبع عيون التواريخ كاملًا حتى الآن، لكن توجد بعض المخطوطات الجزئية المحفوظة في مكتبات عربية وأوروبية، أبرزها:
- جزء يتعلق بسيرة السلطان الظاهر بيبرس
- أجزاء من أخبار الخلفاء العباسيين
- مختارات محفوظة في المكتبة الظاهرية بدمشق

## المؤلف
محمد بن شاكر الكتبي هو مؤرخ وأديب ومحقق، وُلد بدمشق سنة 686 هـ وتوفي سنة 764 هـ، ويُعد من أبرز مؤرخي عصره. من أشهر أعماله:
- فوات الوفيات – موسوعة تراجم
- عيون التواريخ – كتاب تاريخ موسوعي ضخم
- عجائب المقدور في أخبار تيمور